# Shōta Kaneko
Shōta Kaneko (en japonés: 金子翔太; Nikkō, Tochigi, 2 de mayo de 1995) es un futbolista japonés que juega en la demarcación de centrocampista para el Fujieda MYFC de la J2 League, la segunda categoría del sistema profesional de ligas de fútbol de Japón.

## Biografía
Tras formarse como futbolista en la JFA Academy Fukushima, en 2013 se anunció su fichaje por el Shimizu S-Pulse para la temporada de 2014. En 2014 hizo su debut como futbolista con el Shimizu S-Pulse, que jugaba en la J1 League, primera categoría del fútbol japonés, club en el que permaneció hasta 2021, momento en el que se marchó al Júbilo Iwata, donde ya había completado la temporada como cedido.

## Clubes
| Club                     | País  | Año       | Partidos | Goles |
| ------------------------ | ----- | --------- | -------- | ----- |
| Shimizu S-Pulse          | Japón | 2014-2015 | 14       | 0     |
| J.League sub-22 (cesión) | Japón | 2014-2015 | 18       | 3     |
| Tochigi S. C. (cesión)   | Japón | 2015      | 5        | 1     |
| Shimizu S-Pulse          | Japón | 2016-2021 | 177      | 27    |
| Júbilo Iwata             | Japón | 2021-2024 | 98       | 13    |
| Fujieda MYFC             | Japón | 2025-     | 8        | 1     |